# Johann Christoph Adelung
Johann Christoph Adelung (8 d'agost de 1732 - 10 de setembre de 1806) fou un gramàtic i filòleg alemany.

## Biografia
Va néixer a Spantekow, Pomerània Occidental, i va ser educat a les escoles d'Anklam i Klosterbergen, i a la Universitat de Halle. En 1759 va ser nomenat professor al gymnasium d'Erfurt, però va abandonar el càrrec dos anys després i va anar a viure a Leipzig, on es va dedicar en cos i ànima a la investigació filològica. Finalment va ser nomenta bibliotecari principal de l'Electorat de Saxònia a Dresden, i allà viuria fins a la seva mort en 1806. Va ser un dels gramàtics alemanys més influents al costat de Jacob Grimm i va tenir una gran activitat normativitzadora de l'idioma alemany durant la segona meitat del segle xviii.
Els escrits d'Adelung són molt voluminosos. Les seves gramàtiques, diccionaris i diversos treballs en l'estil alemany són excel·lents. Va contribuir enormement a millorar i estandarditzar l'ortografia del seu idioma natal. El seu diccionari alemany Grammatisch-kritisches Wörterbuch der hochdeutschen Mundart (1774-1786) mostra la paciència que va tenir Adelung en les seves investigacions i el seu íntim coneixement de la història dels diferents dialectes dels quals procedeix l'idioma alemany.
En 1782 Johann Christoph Adelung publicar el Versuch einer Geschichte der Cultur des menschlichen Geschlechts (Assaig sobre la història de la cultura de l'espècie humana), en el qual va cobrir la història del desenvolupament humà i social. Va abordar també la qüestió dels estrangerismes, als quals va dividir en dues categories: "notwendig" (necessari) i "verwerflich" (inacceptable). Entre els primers hi ha aquells per als quals l'alemany no posseeix una paraula pròpia ni pot formar-la, com per exemple Literatur i Publikum, mentre que en el segon grup entrarien tots els altres estrangerismes.
Poc abans de la seva mort va escriure Mithridates, oder allgemeine Sprachenkunde (1806). Aquest treball està basat en una publicació de nom similar, publicada per Conrad Gessner (1516-1565) en 1555, però la d'Adelung és molt més extensa. Desafortunadament va morir abans d'acabar la seva obra. El primer volum, que conté les llengües asiàtiques, va ser publicat immediatament després de la seva mort, els altres dos van veure la llum sota la supervisió de Johann Severin Vater (1771-1826). Dels nombrosos treballs de Adelung, els més notoris potser siguin Directorium diplomaticum (Meissen, 1802); Deutsche Sprachlehre für Schulen (Berlin, 1781), i Magazin für die deutsche Sprache (Leipzig, 1782-1784).
Creia fermament que l'ortografia de la llengua escrita havia de coincidir amb la de la llengua parlada. Va declarar: «Escriu, com tu parles !» alemany: Schreibe, wie Du sprichst!. Aquest principi fou estat acceptat com a punt clau de la reforma de la llengua literària sèrbia iniciada per Vuk Stefanović Karadžić.